# Stadio San Nicola
Lo stadio San Nicola è il maggiore impianto sportivo della città di Bari, della regione Puglia e del sud Italia. Progettato da Renzo Piano e soprannominato da lui stesso Astronave per via della sua caratteristica conformazione architettonica, è stato realizzato in occasione del campionato mondiale di calcio 1990, avendo ospitato anche la partita per il Terzo posto tra Italia e Inghilterra. Sorge nella zona sud-ovest della città, nel territorio del IV municipio (nella zona dell'ex circoscrizione Carbonara-Santa Rita) in un'area di 533 000 m².
Di proprietà del Comune di Bari, è stato intitolato il 28 aprile 1990 al santo patrono della città a seguito di un referendum popolare svoltosi in abbinamento alla Gazzetta del Mezzogiorno. Ospita le partite casalinghe della società calcistica del Bari dalla stagione 1990-1991.
È il terzo stadio più capiente d'Italia (dietro al Meazza di Milano e all'Olimpico di Roma) e il 34º impianto europeo per capienza. Secondo i criteri UEFA è attualmente classificato nella categoria 3.
Con Decreto del 18 maggio 2007, allo stadio San Nicola è stato riconosciuto il "particolare carattere artistico" ai sensi della L. 633/41. In particolare, le motivazioni per l'attribuzione del riconoscimento recitano: «L'opera è riconosciuta di indiscussa qualità architettonica e rappresenta un’evoluzione del tipo edilizio di pertinenza sia per lo studio della forma planimetrica e distributiva delle gradinate, delle strutture di servizio e dell’accessibilità che per le soluzioni strutturali adottate».

## Storia e caratteristiche

### Premesse
Il 19 maggio 1984 nella sede della FIFA a Zurigo si tenne la votazione per stabilire quale nazione avrebbe ospitato la fase finale dei campionati mondiali di calcio del 1990. Delle nove nazioni inizialmente candidatesi (Austria, Francia, Germania Ovest, Grecia, Inghilterra, Iran, Italia, Jugoslavia e URSS) vennero confermate in sede di votazione soltanto la candidatura italiana e quella sovietica. Bastò un solo scrutinio per decretare vincitrice l'Italia, con 11 voti a favore contro i 5 dell'URSS.
Per la seconda volta, 56 anni dopo la prima (avvenuta nel 1934), l'Italia avrebbe ospitato la manifestazione calcistica più importante al mondo, tuttavia fu subito evidente che la maggior parte delle città propostesi per divenire una delle 12 sedi degli incontri necessitassero di imponenti opere di ristrutturazione sugli impianti sportivi già esistenti. Tra queste vi era anche Bari, dove il vecchio stadio della Vittoria, ormai cinquantenne, non era più ritenuto adatto a ospitare una manifestazione di tale importanza. La candidatura della vicina Lecce poi, con lo stadio Via del mare rimesso completamente a nuovo in occasione della prima promozione in Serie A della squadra salentina (1985), limitava ulteriormente le possibilità che la candidatura barese fosse accettata.
Per permettere quindi al capoluogo pugliese di ottenere l'assegnazione dell'evento, in data 1º dicembre 1986 la giunta comunale optò ufficialmente per la costruzione di un nuovo stadio.

### Progetto e costruzione
La scelta dell'area in cui sarebbe sorto l'impianto, attorno al quale sarebbe dovuta sorgere una cittadella dello sport composta da parchi, piscine coperte e strutture per altri sport, avvenne durante una riunione del consiglio comunale la sera del 16 gennaio 1987: un'area pianeggiante nei pressi della via per Bitritto, a ridosso della SS 271, già destinata dal piano regolatore allo sport a livello regionale. Tale decisione scatenò le proteste dei Verdi e di gruppi ambientalisti, i quali avrebbero voluto tutelare il paesaggio circostante composto da masserie, ipogei e resti di insediamenti rupestri, cosicché fu deciso di spostare la costruzione dello stadio di 15 metri verso sud-est rispetto al piano iniziale.
La progettazione dello stesso fu affidata il 21 gennaio all'estro creativo del famoso architetto genovese Renzo Piano, il quale presentò la sua idea di stadio alle autorità il 10 febbraio seguente: un impianto dedicato esclusivamente al calcio da 50.000 posti a sedere numerati, tutti coperti, disposti su due anelli concentrici a pianta ellittica simmetrica su entrambi gli assi. L'anello inferiore sarebbe stato posto all'interno di un avvallamento artificiale creato appositamente, con il campo di gioco a 2 metri di profondità rispetto al livello del suolo; l'anello superiore, costruito con una struttura in acciaio, sarebbe stato innalzato di soli 3,6 metri dal livello del suolo con un picco di 43,84 metri di soprelevazione nella parte più alta, sarebbe stato sorretto da 52 coppie di colonne e avrebbe dato l'impressione di essere sospeso nel vuoto, in quanto unica parte dello stadio visibile dall'esterno. L'intento dell'archistar fu infatti quello di voler creare l'effetto di un'astronave atterrata su di un cratere circondato dal paesaggio pugliese.
L'idea di suddividere la parte superiore del secondo anello in 26 settori separati nacque per motivi di sicurezza: ognuno, distando 8 metri dall'altro, avrebbe agevolato l'isolamento di gruppi di tifosi ospiti impedendo scontri tra tifoserie. Sempre per motivi di sicurezza venne progettato un fossato tra l'anello inferiore e il terreno di gioco, sfruttandone le struttura interna in cemento per l'accoglienza di servizi igienici, biglietterie, palestre, parcheggi interni e sale macchine. La copertura dell'impianto sarebbe stata rivestita senza interruzioni da 14.000 m² di teflon, un materiale traslucido che avrebbe impedito ombre sul campo durante le riprese televisive; il suo sostegno sarebbe stato realizzato con 130 tonnellate di tubolari di acciaio inossidabile lunghi fino a 25 metri e gli stessi avrebbero poggiato su travi in acciaio a sezione scatolare lanciate a sbalzo verso il centro del campo. Avveniristica fu inoltre l'idea di diffondere l'impianto d'illuminazione, composto da 264 lampade a ioduri metallici da 3.500 W e 6.500 K per un'illuminazione complessiva di 1.800 lux, lungo tutto il perimetro della copertura: ciò permise al San Nicola di essere l'unico stadio al mondo privo di ombre sul campo durante le partite in notturna. Infine, la scelta cromatica dei seggiolini ricadde sul verde nell'anello inferiore e sul giallo in quello superiore, per infondere un'atmosfera di calma e tranquillità in linea con il paesaggio pugliese.
Il progetto originale subì alcune modifiche in fase di realizzazione: su richiesta del CONI venne aggiunta una pista d'atletica ad 8 corsie, la quale portò inevitabilmente a un diametro maggiore gli spalti con conseguente aumento della capienza agli attuali 58.270 posti a sedere (a causa di questa modifica le file più vicine al terreno di gioco di entrambi gli anelli si ritrovano, di fatto, prive di copertura). Ulteriori modifiche furono apportate in fase di edificazione, come la decisione di costruire la struttura dell'anello superiore assemblando direttamente nell'area del cantiere 310 elementi prefabbricati di cemento armato anziché di acciaio, come inizialmente previsto.
Il progetto esecutivo fu consegnato da Piano l'8 luglio 1987, mentre l'edificazione fu assegnata il 12 settembre al Consorzio "Stadium", un'associazione temporanea composta dalla Salvatore Matarrese S.p.A. e da altre imprese edili locali (Rossi, Tes, Edicom, Mazzitelli, Quadrato, Coprola, Rubino, De Bartolomeo, Andidero) che batté la concorrenza di altre 5 imprese (Dioguardi, AstaldiDeCorato, BindaGiovanniello, Grassetto Padova, Abrusci): essa cominciò il 15 ottobre 1987 con una squadra composta da 250 operai e una trentina tra tecnici, ingegneri e architetti diretta dell'ingegner Amedeo Vitone e terminò nel maggio del 1990 (in ritardo rispetto all'originale data di consegna, prevista per l'ottobre del 1989). Al termine dei lavori il costo della struttura si rivelò più elevato del preventivo iniziale: oltre 120 miliardi di lire (di cui 55 finanziati dal credito sportivo) rispetto ai 100 preventivati, questo a causa di adeguamenti tecnologici resisi necessari in corso d'opera (come l'aggiunta dei tabelloni elettronici sovrastanti le due curve, per i quali furono spesi 17 miliardi) e per la costruzione di ulteriori parcheggi rispetto al progetto iniziale (dai 5.300 inizialmente previsti ne furono realizzati oltre 10.000).
Al momento della sua edificazione era l'unico stadio del sud Italia dotato di un maxischermo a colori, prodotto dalla Megavision e collocato in Curva Sud. Tale schermo è rimasto funzionante fino al 2001.

### Il referendum per la scelta del nome
Il 18 gennaio 1990 fu presentato sulle pagine de La Gazzetta del Mezzogiorno un referendum popolare a premi sponsorizzato da Coca-Cola, Cassa di Risparmio di Puglia e dalla stessa gazzetta. Svoltosi dal 22 gennaio al 27 aprile, esso prevedeva per i cittadini la possibilità di votare, tramite cartoline allegate al quotidiano, il nome da attribuire al nuovo stadio tra un ventaglio di 5 proposte scelte dall'assessorato allo sport del Comune di Bari: Azzurro, degli Ulivi, del Levante, Mediterraneo e San Nicola. Il conteggio finale delle schede (circa 115.000) avvenne il 28 aprile con i seguenti risultati:
1. San Nicola (43.000 voti - 37,4%)
2. Mediterraneo (23.000 voti - 20,0%)
3. Azzurro (20.000 voti - 17,4%)
4. degli Ulivi (16.000 voti - 13,9%)
5. del Levante (13.000 voti - 11,3%)

### L'inaugurazione
Per l'inaugurazione era stata inizialmente programmata un'amichevole tra i futuri padroni di casa del Bari e la nazionale argentina, incontro fissato per il 10 maggio 1990 ma mai tenutosi a causa di ritardi nei lavori per la viabilità nei dintorni della struttura. Durante la stesura del calendario per gli incontri della Mitropa Cup 1990 (edizione interamente svoltasi in Puglia) fu prevista l'inaugurazione del nuovo stadio in concomitanza della finalissima, da disputarsi il 21 maggio, ma 3 giorni prima del suddetto incontro il comune di Bari ne negò la concessione per motivi di sicurezza (in alcuni settori i lavori erano ancora in corso). L'attesa consegna del nuovo stadio ai baresi avvenne così la sera di domenica 3 giugno 1990 con la disputa di un incontro amichevole (trasmesso in differita TV da Italia 1) tra il Bari e i neo campioni d'Europa del Milan, terminato 2-0 per i biancorossi con reti di Scarafoni e Monelli.

### Italia '90

La nazionale inglese in posa pochi minuti prima della finale per il 3º/4º posto di Italia '90.

Bari, assieme a Napoli, ospitò la fase a gironi del gruppo B di Italia '90, composto da Argentina, Camerun, Romania e URSS. La prima partita fu disputata il pomeriggio di sabato 9 giugno 1990: un "derby" dell'est tra URSS e Romania vinto da quest'ultima con doppietta di Lăcătuș. In seguito vi si giocarono anche Camerun-Romania (2-1) e Camerun-URSS (0-4), prima partita ufficiale in notturna nell'Astronave. L'ottavo di finale tra Cecoslovacchia e Costarica (4-1) e la finale per il terzo posto tra Italia e Inghilterra (2-1) furono gli ultimi atti del mondiale barese, che vide cinque incontri disputati e 218.000 spettatori complessivi (una media di 43.600 a partita).

### L'Astronavenegli anni '90: Coppa dei Campioni e Giochi del Mediterraneo
Subito dopo gli appuntamenti del mondiale italiano lo stadio venne impiegato nei Campionati italiani di società di atletica leggera (11-12 luglio). La prima partita ufficiale disputata dai biancorossi nella loro nuova casa fu giocata il 4 settembre 1990 contro il Messina (0-0, secondo turno della Coppa Italia 1990/91), mentre il battesimo del San Nicola in campionato avvenne il 16 settembre con l'incontro Bari-Torino (2-1), 2ª giornata del campionato di Serie A 1990/91. La prima rete ufficiale venne siglata dal brasiliano Müller al 9', mentre il primo biancorosso ad andare a segno in campionato nel nuovo stadio fu il rumeno Răducioiu al 39'. Il 16 dicembre dello stesso anno, durante l'intervallo di Bari-Sampdoria, lo stadio venne ufficialmente dedicato al santo patrono della città.

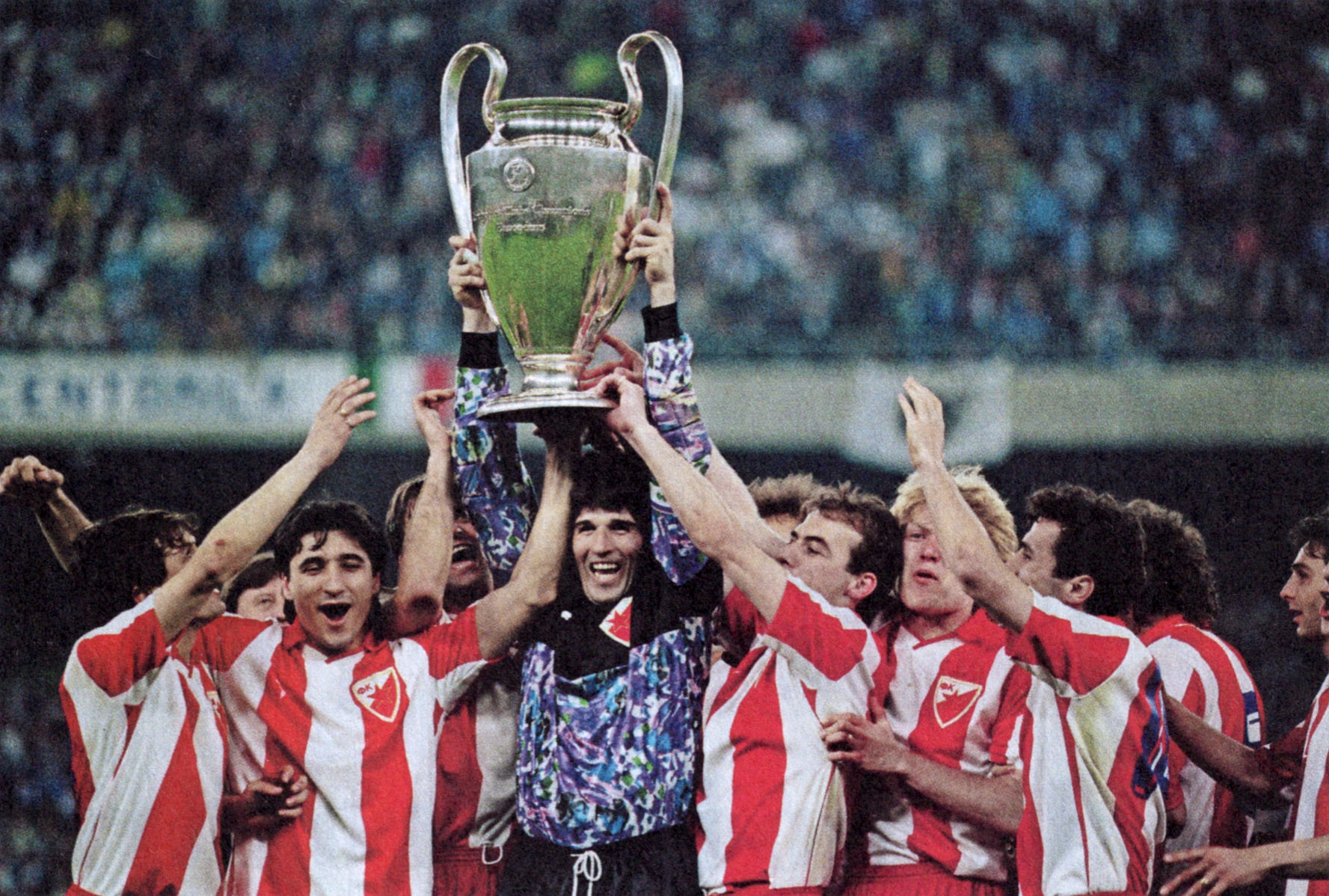
I giocatori della Stella Rossa festeggiano la vittoria della Coppa dei Campioni 1990-1991 al termine della finale ospitata dal San Nicola.

Il 17 dicembre 1990, nel corso di una riunione dei vertici UEFA a Zurigo, il nuovo stadio di Bari fu scelto come sede ospitante della finale della 36ª edizione della Coppa dei Campioni: a quasi un anno dalla sua inaugurazione, il 29 maggio 1991 l'Astronave fu teatro dell'atto conclusivo dell'edizione 1990-91 tra Stella Rossa e Olympique Marsiglia, vinta per 5-3 ai tiri di rigore dalla squadra di Belgrado di fronte a 60.000 spettatori, di cui un terzo provenienti dalla Jugoslavia. Bari diventò così la terza città italiana, dopo Milano e Roma, ad aver ospitato l'ultimo atto della più importante competizione calcistica europea.
L'11 novembre 1995, a cinque anni da Italia 90, il San Nicola tornò a ospitare un match della nazionale italiana. Nella sfida valida per le qualificazioni a Euro '96 gli azzurri batterono l'Ucraina per 3-1, rimontando un'autorete di Ferrara con due reti di Ravanelli e una di Maldini. Si trattò della prima sfida tra le due nazionali in uno stadio italiano.
Dal 13 al 26 giugno 1997 Bari ospitò i XIII Giochi del Mediterraneo, dei quali il San Nicola fu l'impianto principale: ospitò la cerimonia inaugurale, tutte le gare di atletica leggera, alcune gare per disabili e la finale di calcio tra le nazionali Under 23 di Italia e Turchia (vinta dagli azzurri 5-1).

Panoramica del San Nicola nel 1997, durante la cerimonia di apertura dei XIII Giochi del Mediterraneo di Bari.

Nel giugno 1998 l'impianto ha ospitato la fase finale del Campionato Primavera 1997-1998, mentre il 15 settembre dello stesso anno, a seguito della squalifica dello stadio Artemio Franchi di Firenze, il San Nicola ha ospitato come campo neutro la partita tra Fiorentina e Hajduk Spalato, valevole per i trentaduesimi di finale della Coppa UEFA 1998-1999 e vinta dai viola 2-1.

### Anni 2000: i trofei estivi e il ritorno della nazionale
A 10 anni dalla sua inaugurazione lo stadio è stato sottoposto a una prima verifica decennale delle strutture, senza riportare la necessità di interventi di manutenzione particolari se non la già pianificata sostituzione della copertura in teflon (che in realtà avverrà solo 23 anni più tardi). Il 28 aprile 2001 la sala stampa dell'impianto è stata intitolata a Gianluca Guido, giornalista sportivo deceduto prematuramente a seguito di un incidente stradale.
Dal 2000 al 2004 l'Astronave di Renzo Piano ha ospitato per cinque anni di fila il Trofeo Birra Moretti. Nelle edizioni giocate al San Nicola vi hanno preso parte Bari, Chelsea, Inter, Juventus, Lazio, Palermo e Sampdoria. A partire dal 2001 una serie di campionati di Serie B non esaltanti da parte della squadra di casa e una lunga contestazione a oltranza da parte della tifoseria nei confronti della presidenza di Vincenzo Matarrese portarono il "San Nicola" in un progressivo stato di degrado e abbandono, riscontrabile dalla mancanza di sediolini in alcuni settori perché divelti dai tifosi, dall'assenza di manutenzione dell'impianto d'illuminazione e dalla mancata riparazione dei tabelloni luminosi.

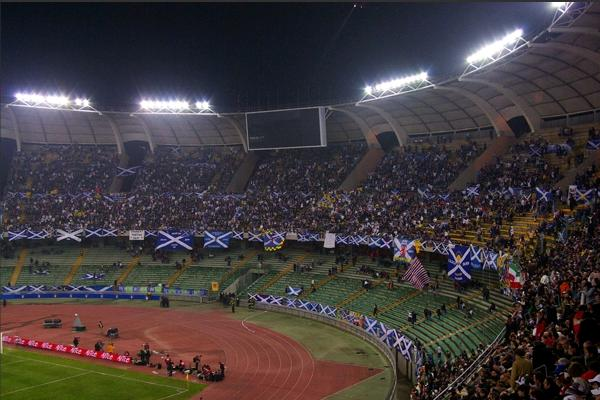
Panoramica della Curva Sud in occasione di Italia-Scozia del 2007.

Il 14 maggio 2006, per la squalifica dello Stadio Oreste Granillo di Reggio Calabria, l'impianto è stato scelto come campo neutro per ospitare l'incontro Reggina-Juventus, ultima giornata del campionato di Serie A 2005-2006, vinto dai bianconeri 2-0. Grazie a quella vittoria la Juventus vinse il suo 29º scudetto (titolo poi revocato, assieme a quello vinto nella stagione precedente, per lo scandalo di Calciopoli). Il 19 agosto dello stesso anno fu il Martina a scegliere il San Nicola come campo neutro per ospitare la stessa Juventus (retrocessa in Serie B) nel primo turno della Coppa Italia 2006-2007.
Il 28 marzo 2007, dopo 12 anni di attesa, la nazionale italiana ritornò a Bari per disputare un incontro valido per le qualificazioni agli Europei 2008. Per l'occasione lo stadio ha ricevuto i primi interventi di manutenzione straordinaria dalla sua costruzione: il Comune di Bari ha provveduto alla sostituzione dei sediolini rotti e mancanti nonché al ripristino dei tabelloni luminosi, con la completa riparazione di quello monocromatico sovrastante la Curva Nord e con la sostituzione del pannello a colori di quello della Curva Sud con uno nuovo dell'italiana Tecnovision, più piccolo (8,8 x 5,28 m) e con una risoluzione maggiore (640x384 pixel) rispetto al precedente. Una straordinaria e coloratissima cornice di pubblico, lodata dai cronisti, dal CT Donadoni e dai calciatori, vide gli azzurri battere la Scozia per 2-0 con una doppietta di Toni.
Nel 2008, in occasione del centenario dell'A.S.Bari, le 23 rampe di scale che consentono l'accesso all'anello superiore sono state dedicate, mediante apposizione di targhe commemorative, ad altrettanti calciatori nativi di Bari che hanno legato il loro nome alla storia calcistica della città.

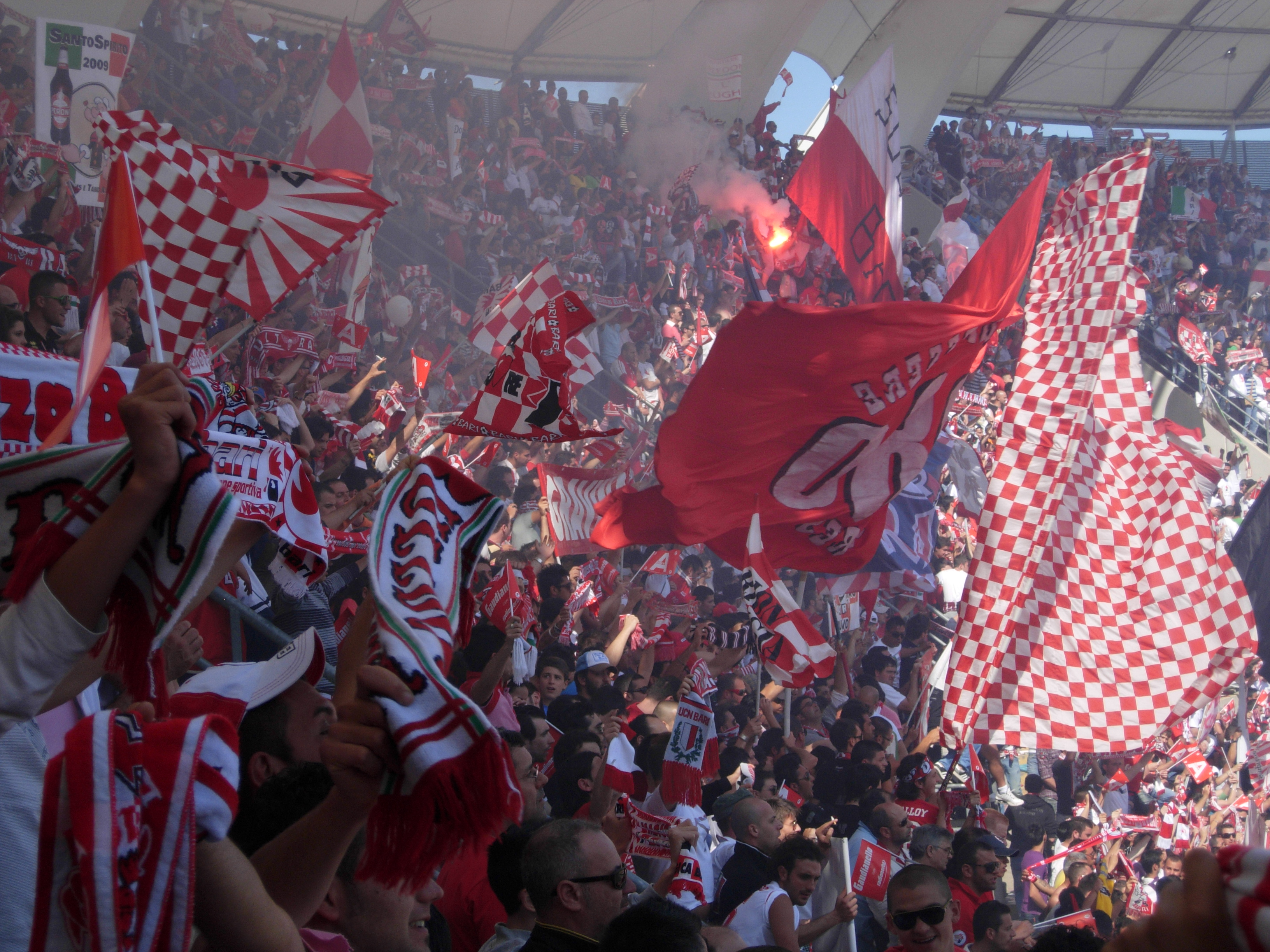
Tifoseria del Bari in Curva Nord nel 2009

Il 1º aprile 2009 gli azzurri tornarono nuovamente al San Nicola. Stavolta la Nazionale di Marcello Lippi, impegnata in una partita valida per le qualificazioni ai Mondiali di Sudafrica 2010, non andò oltre l'1-1 contro l'Irlanda di Giovanni Trapattoni. Gli azzurri, rimasti in 10 dopo soli 3 minuti per espulsione di Pazzini, andarono in vantaggio con Iaquinta ma furono raggiunti allo scadere da Keane. Si trattò del 1° pareggio della Nazionale a Bari, dove in precedenza (4 volte al della Vittoria e 3 al San Nicola) aveva sempre vinto.
Il 13 ottobre 2009 un forte vento di maestrale danneggiò irrimediabilmente la copertura in teflon del settore ospiti, il quale restò privo di copertura fino al 7 gennaio 2012, quando la stessa è stata sostituita con una nuova di un materiale simile ma più economico.
Dal 2010 al 2012 il San Nicola è stato sede del Trofeo TIM, triangolare estivo disputato annualmente da Inter, Juventus e Milan. Nello stesso periodo, il 10 agosto 2011, è stato teatro dell'amichevole di lusso tra l'Italia e i campioni d'Europa e del mondo della Spagna. Ancora una volta Bari si è confermata città portafortuna degli azzurri: l'incontro è stato vinto 2-1 con reti di Montolivo, Xabi Alonso su rigore e Aquilani. In occasione del Trofeo TIM 2012 numerose polemiche maturarono per via delle pessime condizioni del manto erboso, mai sostituito dal 1990, cosicché nel settembre dello stesso anno lo stadio è rimasto chiuso per lavori di stesura di un nuovo manto in Bermuda grass (costringendo la squadra locale a disputare l'incontro contro la Pro Vercelli del 25 settembre 2012 in campo neutro allo stadio Degli Ulivi di Andria).
Le ultime due partite della Nazionale giocate al San Nicola hanno segnato in entrambi i casi il debutto di un ex allenatore del Bari sulla panchina azzurra: il 4 settembre 2014 contro l'Olanda (vinta per 2-0) per Antonio Conte e il 1º settembre 2016 contro la Francia (persa per 1-3) per Gian Piero Ventura. Quest'ultima segna la prima sconfitta italiana a Bari, dove l'attuale bilancio su 12 partite è di 10 vittorie, 1 pareggio e 1 sconfitta.

### Tra secondo e terzo millennio

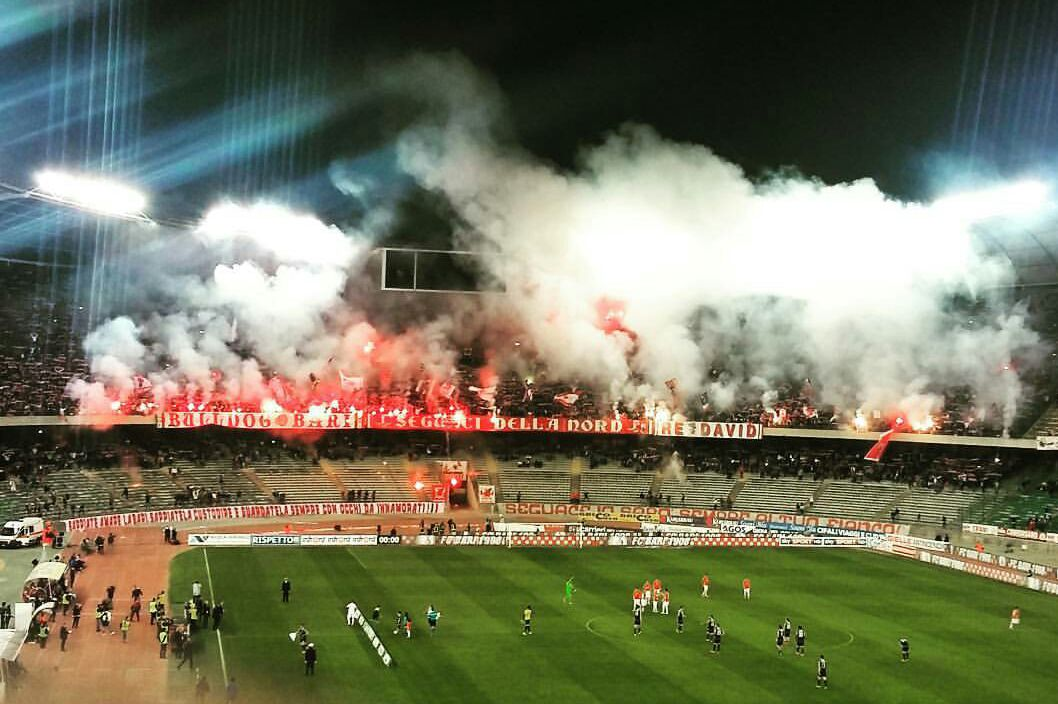
La Curva Nord del San Nicola fotografata dalla Sud nel 2017

Come per molte altre opere realizzate per i mondiali di Italia '90, lo stadio San Nicola ebbe costi effettivi molto superiori rispetto ai preventivi: a titolo esemplificativo, il mutuo stipulato per finanziarne la costruzione è stato estinto solo nel dicembre 2007.
La carenza di fondi per coprire le altrettanto cospicue spese di mantenimento che la struttura comporta (circa 450000 € annui per la sola manutenzione ordinaria) e il passare del tempo hanno comportato per l'Astronave crescente obsolescenza e repentino decadimento, il cui riscontro più evidente è rilevabile nella copertura in teflon: danneggiata progressivamente dagli agenti atmosferici a partire dall'ottobre 2009, nel novembre 2019 è stata rimossa in tutti i settori (ad eccezione della parte centrale della Tribuna Ovest, corrispondente alla tribuna stampa) per motivi di sicurezza, lasciando solo lo scheletro metallico. Parimenti ascrivibili all'assenza di manutenzione sono i guasti ai tabelloni luminosi, l'inagibilità della pista d'atletica e di alcune strutture interne, come la sala stampa. Guasti non riparati ai tornelli e all'impianto di videosorveglianza hanno poi obbligato alla chiusura di quasi tutta la Curva Sud, fatto salvo il settore ospiti.
In generale lo stadio, fin dalla sua progettazione, si è dimostrato concettualmente errato, sovradimensionato rispetto alle reali esigenze della città e dell'utenza e inadatto ad un uso prettamente calcistico per via della presenza della pista d'atletica (che complica la già non ottimale visibilità dagli spalti, specie dalle file più basse e più alte): non essendosi mai realizzata la circostante "cittadella dello sport" prevista in fase di progettazione, il San Nicola è una vera "cattedrale nel deserto", immersa in un contesto di abbandono e degrado. Vari progetti di (tra cui l'edificazione di una cittadella della giustizia nei primi anni 2000) sono sempre stati accantonati con un nulla di fatto e anche le idee di sviluppo legate alle candidature dell'Italia ad ospitare gli europei del 2012 e 2016 sono svanite dopo che l'UEFA ha assegnato l'organizzazione di tali manifestazioni ad altre nazioni.
Fin dal 2000 il Comune di Bari ha più volte manifestato l'intenzione di voler cedere la gestione dello stadio a privati per renderlo una struttura polifunzionale mediante la creazione di aree dedicate ad attività commerciali, ricreative e culturali. Lo stesso Renzo Piano è stato interpellato varie volte nel corso degli anni per sviluppare interventi di ammodernamento da apportare alla struttura: nel 2013 elaborò uno studio per l'avvicinamento dell'anello inferiore al terreno di gioco per 6,5 m con l'eliminazione della pista d'atletica, del fossato e delle barriere che separano il rettangolo di gioco dagli spalti, una riduzione della capienza complessiva a circa 44.000 posti e l'utilizzo dei 50.000 m² di spazi ricavati per la realizzazione di attività commerciali, ludiche e sportive. Il 30 maggio 2017 l'allora presidente del Bari Cosmo Antonio Giancaspro presentò al Comune un progetto di riqualificazione dello stadio e dei terreni circostanti fedele a quanto realizzato da Renzo Piano pochi anni addietro, da realizzarsi a seguito di una concessione pluriennale dei terreni per un periodo di 99 anni e i cui costi di realizzazione (pari a circa 150 milioni di euro) sarebbero stati avallati da partner commerciali quali Siemens e Osram. Con il fallimento della società FC Bari 1908 e la ripartenza calcistica dai campionati minori (Serie D) tale progetto è stato accantonato.

### Ilrestylingtra il 2020 e il 2023

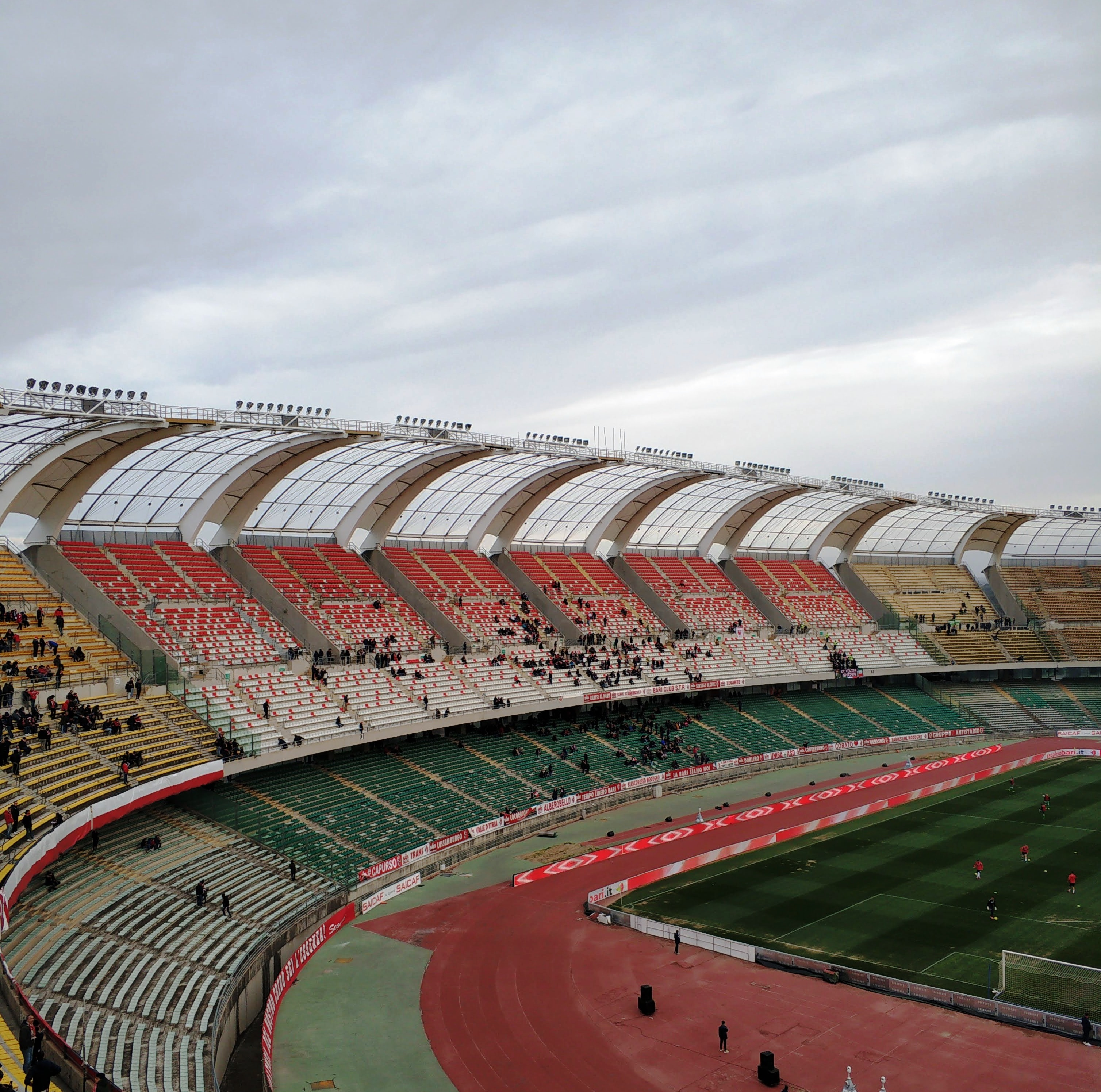
Prima installazione dei nuovi seggiolini (Marzo 2020)

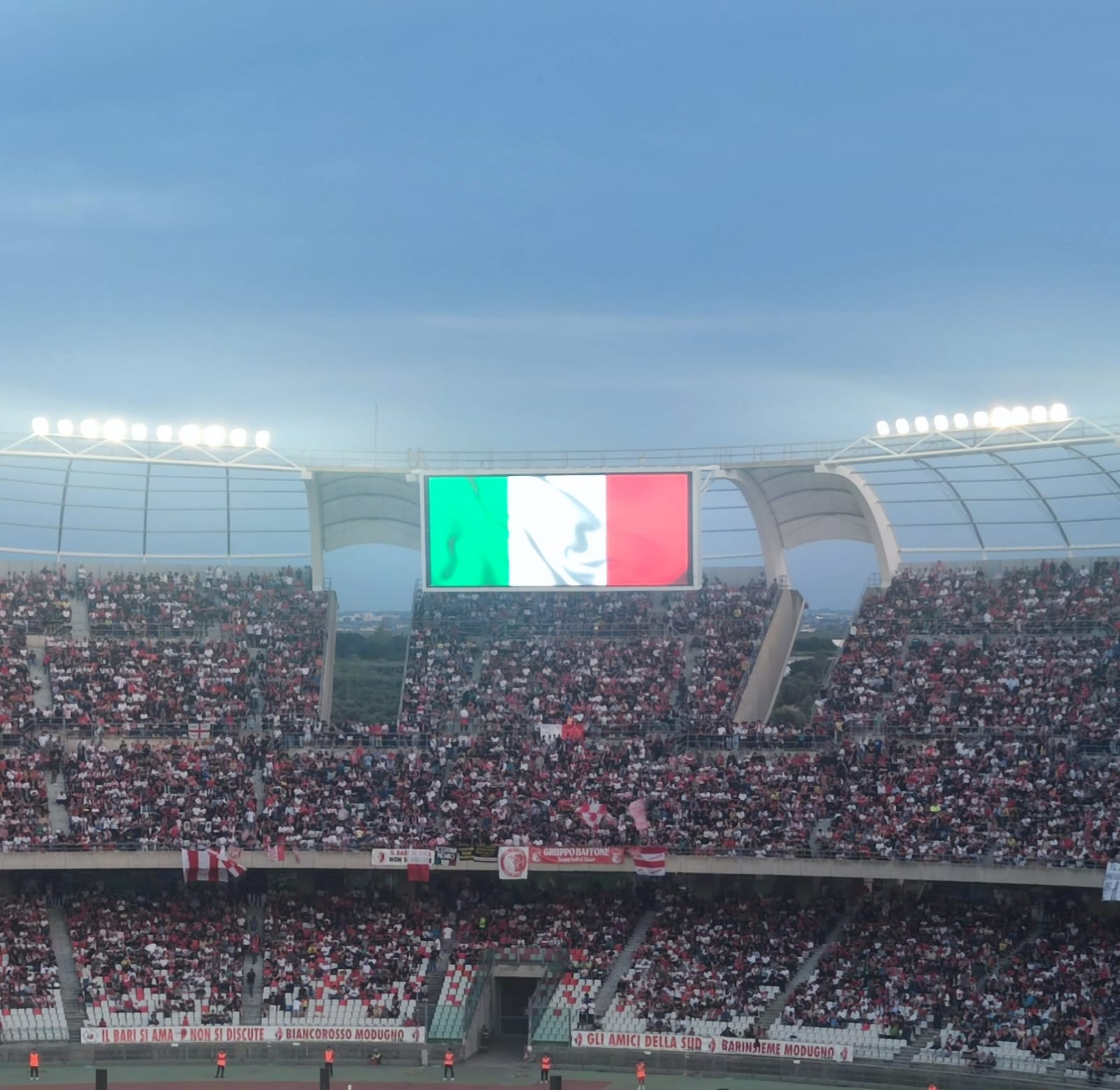
Il nuovo tabellone posizionato in Curva Sud

A partire dal 27 gennaio 2020 sono partiti i lavori, finanziati dal Comune di Bari ed eseguiti dalla ditta Toscano di Bitonto, per la sostituzione dei seggiolini in Tribuna Est, Tribuna Ovest superiore e settore ospiti in adeguamento alle nuove normative federali in vigore dalla stagione 2019-2020. Parallelamente alla sostituzione delle sedute si è proceduto anche al restauro delle gradinate ammalorate e alla loro pulizia mediante idropulitrice, nonché al riverniciamento delle vie di fuga. A partire dal 15 marzo 2022 è cominciata la seconda parte dei lavori, con l'adeguamento delle sedute anche nei settori Curva Sud, Curva Nord e Tribuna Ovest inferiore, il rifacimento totale del manto erboso e del relativo impianto di irrigazione e drenaggio, e la sostituzione di tutti i corpi illuminanti con 268 moderni fari a LED da 1.500W che permettono giochi di luce nelle gare in notturna. Nel corso della stagione 2022-2023 sono stati inoltre sostituiti ambo i tabelloni luminosi con due nuovi apparecchi LED della EGO Display modello P10, della grandezza di 109m² (collocato in Curva Sud) e 81m² (posto in Curva Nord); dall'agosto 2023 sono cominciati i lavori per la posa dei nuovi teloni per la copertura totale dell'impianto (ultimati il 17 novembre), il rifacimento della tribuna stampa, dei servizi igienici e dell'illuminazione esterna, quest'ultima realizzata con 208 proiettori a LED multicolore che permettono di variare l'aspetto dello stadio a seconda dell'evento ospitato. La pista d'atletica, ulteriormente rovinata nel corso dei lavori, verrà successivamente ricoperta da una resina colorata.
Tali lavori permettono di omologare nuovamente lo stadio per gli incontri internazionali, nonché di includerlo tra le sedi candidate a ospitare la fase finale degli Europei 2032.
Il 14 ottobre 2023, dopo 7 anni d'assenza, la Nazionale italiana è tornata nell'impianto barese affrontando Malta per un incontro valevole per le qualificazioni agli Europei 2024. Con 56.186 spettatori risulta l'incontro internazionale col maggior numero di pubblico presente all'interno dell'astronave.
Dal 2 settembre al 30 novembre 2024, il Team Altamura, società neopromossa in Serie C, ha disputato otto partite casalinghe allo Stadio San Nicola a causa dei lavori di adeguamento dello Stadio Antonio D'Angelo, terreno casalingo degli altamurani.

## Specifiche dell'impianto
Lo stadio dispone complessivamente di 28 cancelli d'ingresso numerati, 17 dei quali muniti di tornelli elettronici in ottemperanza con il decreto Pisanu (entrati in funzione dal 31/10/2007) e di scanner facciali (installati nell'agosto 2016). L'ingresso numero 7, collocato in Curva Nord, è collegato a una rampa per permettere l'accesso alla struttura ai diversamente abili, mentre gli ingressi 8 e 22 (situati rispettivamente al centro della Curva Nord e della Curva Sud) sono dedicati al transito di automezzi. Sul retro della Tribuna Ovest sono presenti due torri per gli ascensori che collegano la tribuna stampa alla sala stampa e agli uffici interni alla struttura. Ogni settore è dotato di bar e servizi igienici dedicati nonché di vie d'uscita indipendenti. Nell'autunno 1990 furono costruiti 4 botteghini lungo il perimetro esterno della struttura, un tempo utilizzati per la vendita di biglietti il giorno della partita e oggi utilizzati per il ritiro di accrediti. Dal 23 ottobre 2019 parte degli uffici della Tribuna Ovest ospita uno store ufficiale della SSC Bari, accessibile dall'ingresso 1.
| Settore (Ingressi)              | Capienza (Superiore - Inferiore) | Note                                                                                                |
| ------------------------------- | -------------------------------- | --------------------------------------------------------------------------------------------------- |
| Tribuna Ovest (1 - 3 - 4 - 27)  | 12 951 (7 188 - 5 763)           | Comprende i settori Poltronissima, Tribuna d'Onore, Tribuna VIP e Tribuna Stampa                    |
| Tribuna Est (13 - 14 - 15 - 17) | 14 023 (7 660 - 6 363)           | Comprende settori riservati alle famiglie e alle scuole calcio                                      |
| Curva Nord (5 - 6 - 10 - 11)    | 15 555 (8 608 - 6 947)           | Settore in cui risiede il tifo organizzato barese                                                   |
| Curva Sud (20 - 21 - 23 - 24)   | 14 301 (7 453 - 6 848)           | Capienza al netto del settore ospiti, collocato nello spicchio superiore adiacente alla Tribuna Est |
| Ospiti (19)                     | 1 290                            | Settore riservato alla tifoseria ospite                                                             |
| Disabili (7)                    | 150                              | Posti riservati ai disabili, diffusi in ogni settore                                                |
| Totale                          | 58270                            | Tutti omologati                                                                                     |

## Trasporti
Come raggiungere lo Stadio San Nicola:
- In aereo
  - Dall'Aeroporto di Bari-Palese seguire le indicazioni per la Strada Statale 16 in direzione Brindisi. Prendere l'uscita 10B "Bari Picone" della Tangenziale di Bari e seguire le indicazioni stradali per raggiungere i vari settori.
- In automobile
  - Provenendo dall'Autostrada A14, uscire al casello Bari Sud, prendere la SP236 (ex SS271) e seguire le indicazioni stradali per raggiungere i vari settori.
  - Provenendo dalla Tangenziale di Bari, prendere l'uscita 10B "Bari Picone" per immettersi sulla SP236 (ex SS271) e seguire le indicazioni stradali per raggiungere i vari settori.
- In autobus
  - Dalla stazione di Bari Centrale prendere la linea urbana 20 AMTAB "Stazione Centrale ↔ Parco Adria" e scendere alla fermata Stadio San Nicola.
  - In occasione di alcuni eventi sportivi l'AMTAB mette a disposizione un servizio navetta diretto con il quale è possibile raggiungere lo stadio partendo dalla Stazione di Bari Centrale.

È di prossima realizzazione la fermata ferroviaria San Nicola Stadio prevista entro il 2026.

## Incontri di calcio internazionali

### Campionato mondiale di calcio 1990
| Arbitro: | Cardellino |

|  |           |                        |
|  | Marcatori | 41’ 55’ (rig.) Lăcătuș |

| Arbitro: | Silva Arce |

|               |           |            |
| Milla 76’ 86’ | Marcatori | 88’ Balint |

| Arbitro: | Wright |

|  |           |                                                          |
|  | Marcatori | 20’ Protasov 29’ Zygmantovič 52’ Zavarov 63’ Dobrovolski |

| Arbitro: | Kirschen |

|                                |           |              |
| Skuhravý 12’ 63’ 82’ Kubík 76’ | Marcatori | 55’ González |

| Arbitro: | Quiniou |

|                                 |           |           |
| Baggio 71’ Schillaci 86’ (rig.) | Marcatori | 81’ Platt |

### Coppa dei Campioni 1991
| Arbitro: | Lanese |

|                                              |                      |                           |
| Prosinečki Binić Belodedić Mihajlović Pančev | Tiri di rigore 5 – 3 | Amoros Casoni Papin Mozer |

### Qualificazioni Euro 1996
| Arbitro: | Muhmenthaler |

|                               |           |                    |
| Ravanelli 21’ 49’ Maldini 54’ | Marcatori | 19’ (aut.) Ferrara |

### Qualificazioni Euro 2008
| Arbitro: | De Bleeckere |

|              |           |  |
| Toni 12’ 70’ | Marcatori |  |

### Qualificazioni Coppa del Mondo FIFA 2010
| Arbitro: | Stark |

|              |           |           |
| Iaquinta 10’ | Marcatori | 88’ Keane |

### Qualificazioni Euro 2024
| Arbitro: | Strukan |

|                                                  |           |  |
| Bonaventura 23’ Berardi 45+1’ 64’ Frattesi 90+3’ | Marcatori |  |

### Amichevoli
| Arbitro: | Brych |

|                            |           |                   |
| Montolivo 11’ Aquilani 84’ | Marcatori | 37’ (rig.) Alonso |

| Arbitro: | Karasëv |

|                                 |           |  |
| Immobile 3’ De Rossi 10’ (rig.) | Marcatori |  |

| Arbitro: | Kuipers |

|           |           |                                    |
| Pellè 21’ | Marcatori | 17’ Martial 28’ Giroud 81’ Kurzawa |

## Attività extracalcistiche
Concerti
- Antonello Venditti - Alta marea tour (9 giugno 1992)
- Vasco Rossi - Gli spari sopra (tour) (2 luglio 1993)
- Adriano Celentano - Live Tour '94 (4 ottobre 1994)
- Vasco Rossi - Nessun pericolo per te (tour) (24 settembre 1996)
- Eros Ramazzotti - Eros World Tour (20 giugno 1998)
- Gigi D'Alessio - Quanti amori World Tour 2005 (14 giugno 2005)
- Vasco Rossi - Vasco Live 2007 (10 luglio 2007)
- Vasco Rossi - Vasco Live Kom '015 (7-8 giugno 2015)
- Vasco Rossi - VascoNonStop Live 2018 (16-17 giugno 2018)
- Ligabue - Start Tour (14 giugno 2019)
- Laura Pausini e Biagio Antonacci - Laura Biagio Stadi Tour (26 giugno 2019)
- Vasco Rossi - Vasco Live 2022 (22 giugno 2022)
- Ultimo - Ultimo Stadi 2022 (3 luglio 2022)
- Tiziano Ferro - TZN Tour 2023 (Inizialmente previsto il 3 luglio 2020, poi spostato al 29 giugno 2021 a causa della Pandemia di Covid-19[15] e infine fissato il 1º luglio 2023)
- Pinguini Tattici Nucleari - Stadi 2023 (27 luglio 2023)
- Vasco Rossi - Vasco Live Giugno_24 (25-26-29-30 giugno 2024)
- Max Pezzali - Max Forever Hits Only 2024 (13 luglio 2024)
- Zucchero - Overdose d'amore (21 giugno 2025)
- Gigi D'Alessio - Gigi Stadi 2025 (23 giugno 2025)
- Cesare Cremonini - Cremonini Live 25 (3-4 luglio 2025)
- Marco Mengoni - Marco Negli Stadi 2025 (20 luglio 2025)
- Ultimo - Ultimo Stadi 2025 (23 luglio 2025)
- Vasco Rossi - Vasco Live 2026 (18-19 giugno 2026)
- Eros Ramazzotti - Una Storia Importante World Tour (23 giugno 2026)
- Max Pezzali - Max Forever - Gli Anni d'Oro (5 luglio 2026)

## Record

### Serie A
- Record spettatori paganti: 55.490, registrato il 2 dicembre 1990 nella partita Bari-Inter (1-1).[16]
- Record d'incasso: 1291681,00 €, registrato il 21 febbraio 2010 nella partita Bari-Milan (0-2).[16]
- Record media spettatori paganti: 35.797, relativa alla stagione 1991-92.[17]
- Record negativo spettatori paganti: 4.000, registrato il 29 aprile 2001 nella partita Bari-Perugia (3-4).[18]
- Record negativo media spettatori paganti: 13.860, relativa alla stagione 2000-2001.[17]

### Serie B
- Record spettatori paganti: 58.206, registrato l'11 giugno 2023 nella partita Bari-Cagliari (0-1).[19] (record assoluto per il San Nicola)
- Record d'incasso: 646605,00 €, registrato il 4 maggio 2009 nella partita Bari-Empoli (0-0).[20]
- Record media spettatori paganti: 24.060, relativa alla stagione 2022-2023.[21]
- Record negativo spettatori paganti: 936, registrato il 14 settembre 2013 nella partita Bari-Modena (1-0).[22]
- Record negativo d'incasso: 4099 €, registrato il 26 dicembre 2013 nella partita Bari-Spezia (1-2).[23]
- Record negativo media spettatori paganti: 2.839, relativa alla stagione 2001-2002.[17]

#### Playoff
- Record spettatori paganti: 58.206, registrato l'11 giugno 2023 nella partita Bari-Cagliari (0-1).[24]
- Record d'incasso: 371046 €, registrato l'8 giugno 2014 nella partita Bari-Latina (2-2).[25]
- Record negativo spettatori paganti: 22.377, registrato il 25 maggio 2016 nella partita Bari-Novara (3-4).[26]
- Record negativo d'incasso: 227156 €, registrato il 25 maggio 2016 nella partita Bari-Novara (3-4).[26]

### Serie C
- Record spettatori paganti: 25.872, registrato il 24 aprile 2022 nella partita Bari-Palermo (0-2).[27]
- Record negativo spettatori paganti: 3.878, registrato il 5 settembre 2021 nella partita Bari-Monterosi Tuscia (4-0).[28]
- Record media spettatori paganti: 12.198, relativa alla stagione 2019-2020.
- Record negativo media spettatori paganti: 10.368, relativa alla stagione 2021-2022.

### Serie D
- Record spettatori paganti: 18.286, registrato il 28 aprile 2019 nella partita Bari-Rotonda (2-1).[29]
- Record negativo spettatori paganti: 8.850, registrato il 12 dicembre 2018 nella partita Bari-Troina (1-0).[30]
- Record media spettatori paganti: 10.242, relativa alla stagione 2018-2019.

### Coppa Italia
- Record spettatori paganti: 31.900, registrato il 6 febbraio 1991 nella partita Bari-Milan (0-1).[31]
- Record negativo spettatori paganti: 761, registrato il 15 agosto 2007 nella partita Bari-Albinoleffe (1-0).[32]

#### Coppa Italia Serie C
- Record spettatori paganti: 7.450, registrato l'11 agosto 2019 nella partita Bari-Paganese (3-2).[33]
- Record negativo spettatori paganti: 2.407, registrato il 21 agosto 2021 nella partita Bari-Fidelis Andria (0-1).[34]

#### Coppa Italia Serie D
- Record spettatori paganti: 3.419, registrato il 26 settembre 2018 nella partita Bari-Bitonto (0-1).[35]